# 热那亚殖民地
热那亚共和国殖民地曾遍布地中海和黑海沿岸，其中部分受共和国直接管控，一部分则是由一些贵族和大型机构控制，如圣乔治银行。

## 历史
中世纪早期的热那亚还是一个小村庄，但随着商船队的扩建，它在11世纪摆脱神圣罗马帝国，开始形成自己的政府。

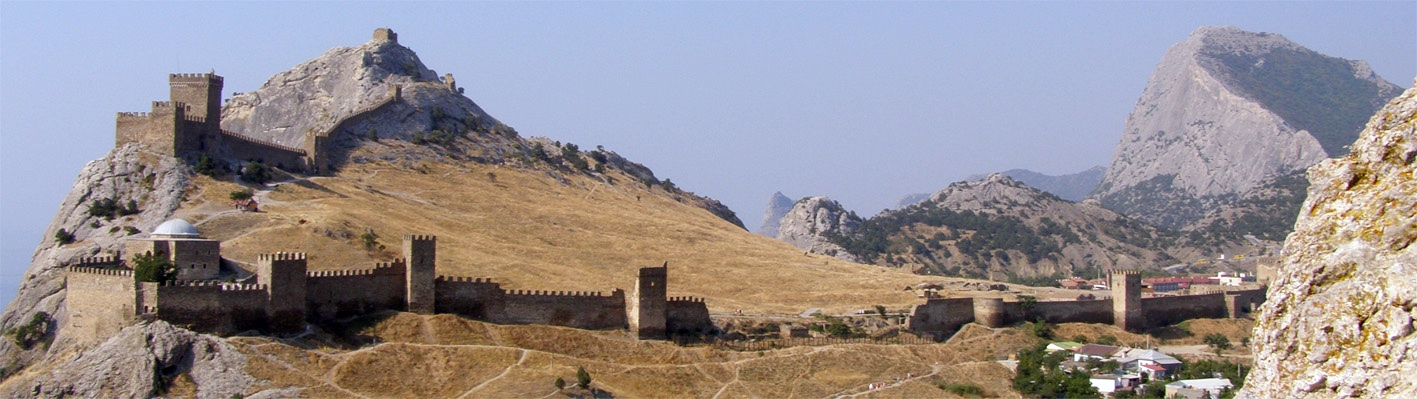
克里米亚苏达克的热那亚堡垒遗址

第一次十字军东征时，热那亚海军获得了现在的比布鲁斯，之后又在叙利亚塔尔图斯、利比亚的黎波里和黎巴嫩贝鲁特建立殖民地，但后来被穆斯林驱逐。它也在直布罗陀建立过殖民地，但也没维持多久。
13世纪，热那亚占领科西嘉岛和撒丁岛北部。1284年战胜比萨共和国后，获得伊特鲁里亚海沿岸的控制权。同时，它也在利古利亚和黑海建立了殖民地。其统治并不依靠军队，而是依靠经济上的影响力。
15世纪末期，随着奥斯曼帝国的扩张，热那亚失去了大部分东地中海的殖民地，之后主要在西地中海（如加的斯和里斯本）发展。它的殖民地在18世纪全部被他国占领。